# Svatý Bišoi z Nitrie
Svatý Pišoj z Nitrie (koptsky Abba Pišoi, v pravoslavné tradici Paisij Veliký) (320 – 14. července 417) je v tradici Koptské pravoslavné církve znám jako "Hvězda pouště" nebo "Miláček Našeho dobrého Spasitele" a je jedním z otců egyptské pouště.